# Смоймирово
Смоймирово, понякога Стоймирово (на македонска литературна норма: Смојмирово), е село в Северна Македония, община Берово.

## География
Селото е разположено в историческата област Малешево.

## История
В края на XIX век Смоймирово е българско село в Малешевска каза на Османската империя.
Според статистиката на Васил Кънчов („Македония. Етнография и статистика“) от 1900 г. Смоймирово е населявано от 560 жители българи християни.
Според патриаршеския митрополит Фирмилиан в 1902 година в селото има 14 сръбски патриаршистки къщи. По данни на секретаря на Българската екзархия Димитър Мишев („La Macédoine et sa Population Chrétienne“) през 1905 година в Смоймирово има 760 българи екзархисти и функционира българско училище.
Църквата „Успение Богородично“ е изписана в 1909 година от Михалко Голев, Димитър Сирлещов и Костадин Марунчев. Надписът в храма гласи: „Зографи от Разлогъ с. Банско Дим. и Мих. и Кост. 1909 май 30.“
При избухването на Балканската война в 1912 година 6 души от селото са доброволци в Македоно-одринското опълчение. За съпротива против македонизма са осъдени местните жители Ангел Предарски и Йованче Старшията.
Според преброяването от 2002 година селото има 765 жители.
| Националност     | Всичко |
| северномакедонци | 764    |
| албанци          | 0      |
| турци            | 0      |
| роми             | 0      |
| власи            | 0      |
| сърби            | 1      |
| бошняци          | 0      |
| други            | 0      |

## Личности
Родени в Смоймирово
- Аврам Иванов (? – 1923), деец на ВМРО, загинал в сражение със сръбски части на 20 септември 1923 година[8]
- Александър Самарджиски (1938 – 2001), математик от Северна Македония
- Бранко Дракалски (р. 1960), северномакедонски офицер, бригаден генерал
- Гаврил Стоилов Сейменски (1884 – 1918), български революционер
- Георги Каракутовски (р. 1947), северномакедонски офицер, генерал-лейтенант
- Димитър Самарджиев Прокурора, български революционер[9][10]
- Иван Петрев, български революционер от ВМОРО, четник на Ефрем Чучков[11]
- Иван Стоев (? – 1907), български революционер, четник на ВМОРО, убит на 15 юли 1907 година в местността Кърлик край Габрово, заедно с Алекса Атанасов Арабаджиев от Гевгели[12]
- Никола Алексов Тагаров (Тагарски, ? – 1923), деец на ВМРО, загинал в сражение със сръбски части на 20 септември 1923 година[8]
- Памфил Миразчиски (1879 – след 1943), деец на ВМОРО и ВМРО
- Симо Смоймировчето, български революционер от ВМОРО, четник при Герасим Огнянов през 1907 година[13]